# Andi Hoti
Andi Hoti (* 2. März 2003 in Uster) ist ein kosovarisch-schweizerischer Fussballspieler. Der Abwehrspieler steht bei 1. FC Magdeburg unter Vertrag und ist kosovarischer Nationalspieler.

## Werdegang

### Verein
Andi Hoti wurde in Uster im Schweizer Kanton Zürich geboren und hat kosovarische Eltern. In seiner Jugend spielte er im Nachwuchs des FC Zürich und kam dort zuletzt in der U18 zum Einsatz, ehe er im Januar 2020 zum italienischen Erstligisten Inter Mailand wechselte. In Mailand durchlief der Innenverteidiger anschliessend bis zum Saisonende zunächst die U17 und kam ab Sommer 2020 in der U19 zum Einsatz. Im Juli 2021 stattete ihn der Verein mit einem Profivertrag bis 2024 aus. In der anschliessenden Saison 2021/22 kam Hoti weiterhin für die U19 zum Einsatz, spielte mit ihr unter anderem in der UEFA Youth League und gewann am Saisonende die italienische Jugendmeisterschaft.
Im Sommer 2022 lieh Inter Hoti für eine Saison nach Deutschland zum SC Freiburg aus, der ihn für seine zweite Mannschaft in der 3. Liga verpflichtete. Dort wurde er zunächst Stammspieler, ehe er während der Rückrunde im Frühjahr 2023 rund zwei Monate verletzt ausfiel. Am Saisonende erreichte er mit der Mannschaft den zweiten Tabellenplatz.
Nach Ablauf der Leihe im Sommer 2023 blieb Hoti in Deutschland und wechselte zum 1. FC Magdeburg in die 2. Bundesliga. Für die Rückrunde der Saison 2024/25 wurde er vom 1. FC Magdeburg an den Drittligisten Dynamo Dresden verliehen. Bis April 2025 bestritt er dort zehn Spiele, ehe er den Rest der Spielzeit verletzt ausfiel. Mit der Mannschaft erreichte er am Saisonende den Aufstieg in die 2. Bundesliga.

### Nationalmannschaft
Nachdem er im Juni 2019 ein Länderspiel mit der albanische U17-Nationalmannschaft bestritten hatte, wechselte Hoti zum Fussballverband des Kosovo und bestritt dort im Oktober 2019 zwei Spiele mit der kosovarischen U17-Auswahl. Seit September 2021 spielt er in der U21-Nationalmannschaft. Im Oktober 2024 berief ihn Trainer Franco Foda erstmals für ein Spiel in den Kader der kosovarischen A-Nationalmannschaft, in der Hoti schließlich im November 2024 bei einem Spiel der UEFA Nations League gegen Litauen debütierte.